# جورج يندستروم
جورج يندستروم هو منافس ألعاب قوى سويدي، ولد في 11 يونيو 1898، وتوفي في 14 أبريل 1960.

## وصلات خارجية
- جورج يندستروم على موقع أوليمبيديا (الإنجليزية)
- جورج يندستروم على موقع اللجنة الأولمبية السويدية (السويدية)